# Wyeomyia quasilongirostris
Wyeomyia quasilongirostris är en tvåvingeart som beskrevs av Theobald 1907. Wyeomyia quasilongirostris ingår i släktet Wyeomyia och familjen stickmyggor. Inga underarter finns listade i Catalogue of Life.